# Panorama (København)
 For alternative betydninger, se Panorama. (Se også artikler, som begynder med Panorama)
Panorama var en udstillingsbygning i Jernbanegade i København. Bygningen var med sin cirkulære grundplan beregnet til udstilling af panoramamalerier, hvor beskueren bevægede sig i midten af bygningen og oplevede fremmede udsigter og fjerne verdener omkring sig. Malerierne var opspændt på ydervæggen og var 115 meter lange og 16 meter høje.
Bygningen blev opført i 1881-82 af et nederlandsk firma, der stod bag lignende bygninger i flere andre europæiske storbyer. Bygningerne var opført med ens dimensioner, så de udstillede malerier kunne cirkulere mellem byerne.
Blandt de udstillede malerier var Konstantinopel med udsigt over Det gyldne Horn, Pariserkommunens sidste dag 27. maj 1871, Slaget ved Sanct Privat og Pompejis ødelæggelse under Vesuvs udbrud år 79.
Bygningen blev kort efter opførelsen flankeret af Dagmarteatret (opført 1881-83) og Cirkusbygningen (opført 1885-86).
Publikum mistede dog hurtigt interessen, og allerede i 1887 måtte udstillingen lukke ned, og bygningen blev solgt og nedrevet.